# Бессер, Ханс (художник)

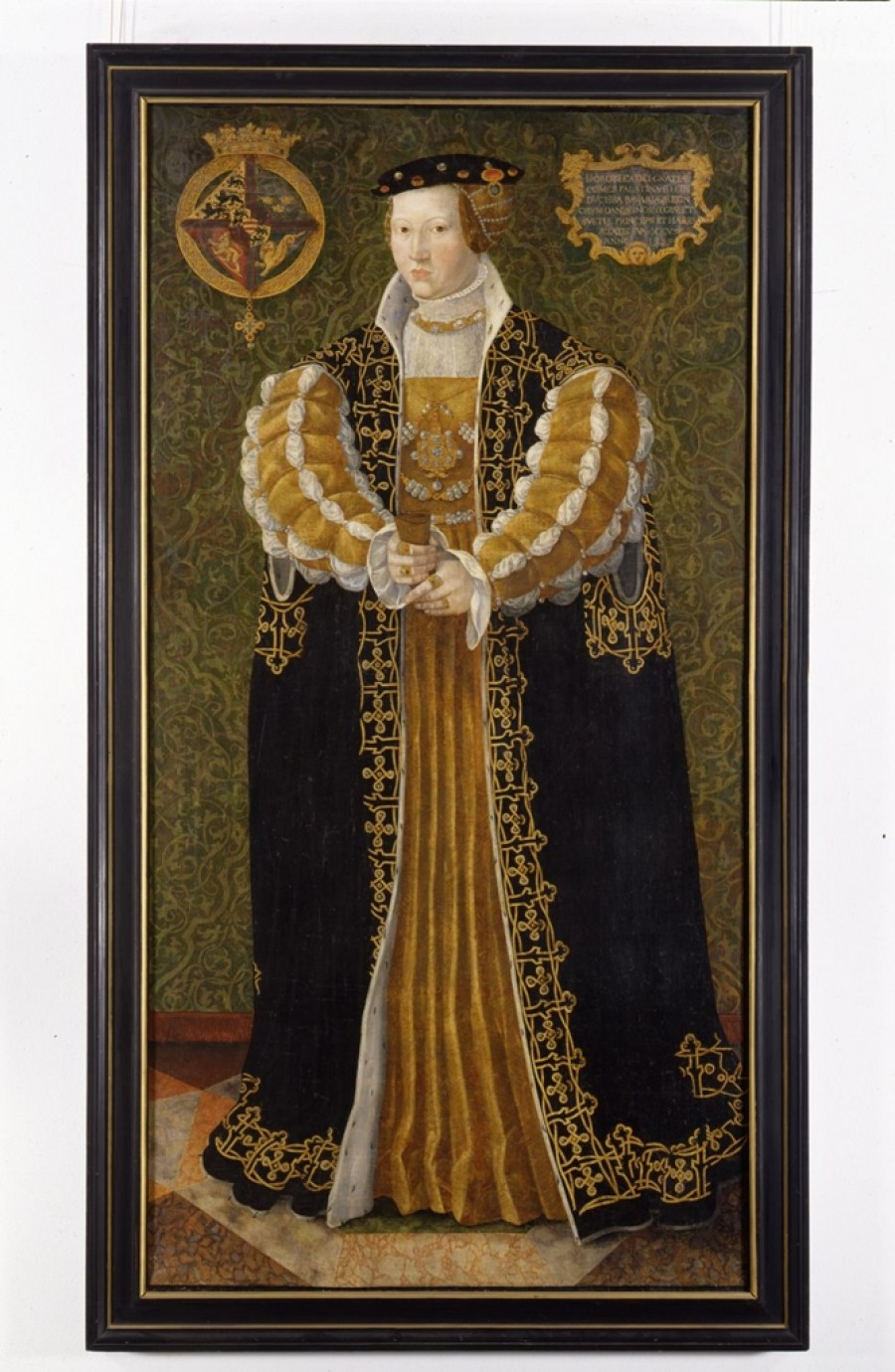
Портрет Доротеи Датской

Ханс Бессер, известный также как Ганс Кёльнский (нем. Hans Besser; 1510, Ахен — до 1584, Гейдельберг) — немецкий художник-портретист эпохи Возрождения.

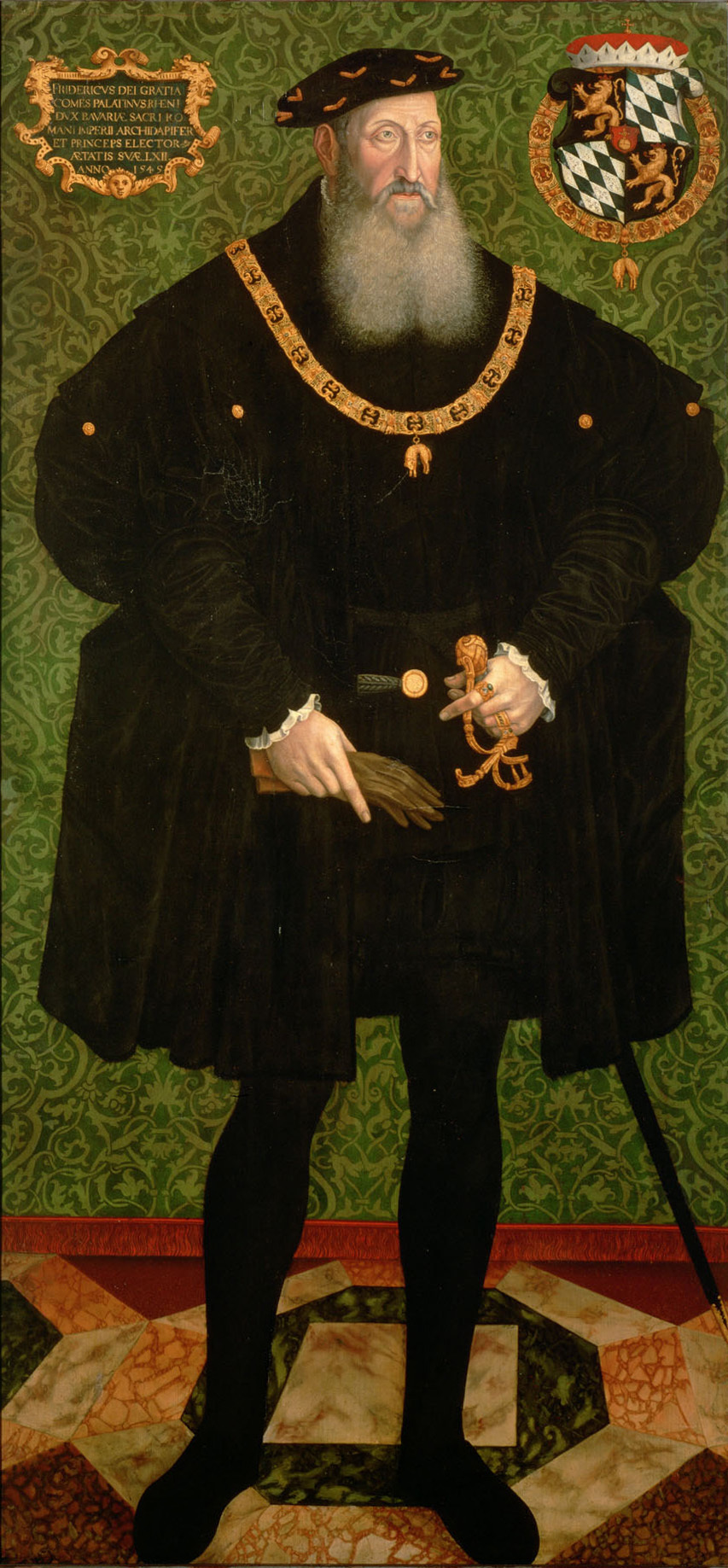
Портрет Фридриха II, курфюрста Пфальца, 1545

## Биография
В 1537 году из-за религиозных преследований покинул Кёльн и нашел убежище в Курпфальце. Получил гражданство города Шпейер, вероятно, после того, как отказался от своей веры. Затем, с 1546 года, работал в Гейдельберге.
Придворный художник Фридриха II, курфюрста Пфальца в 1546 году после того, как сменил своего брата. После смерти Фридриха II в 1556 году Бессер стал придворным художником курфюрста Отто Генриха, курфюрста Пфальца.
След художника теряется после 1556 года.
Талантливый портретист. До того, как его работы были обнаружены и подтверждены с помощью документов, они первоначально приписывались либо Мастеру из Пфальца, либо неизвестному мастеру. Художник часто изображал курфюрстов Пфальца. Его парадные портреты с застывшими позами и мимикой демонстрируют влияние голландской живописи периода Реформации.